# Cestisti per numero di punti realizzati nei campionati italiani
La presente voce riporta l'elenco dei cestisti che hanno segnato il maggior numero di punti in incontri ufficiali disputati in Italia. La classifica tiene conto dei punti realizzati nei campionati FIP dalla Serie A alla Seconda Divisione. Tutti i giocatori presenti hanno i punti documentati. Non vengono calcolati i punti realizzati a livello giovanile, nelle competizioni internazionali e nei campionati esteri. Questa classifica quindi elenca i cestisti di cui vi sono certezza e completezza di fonti. Al momento solo 41 cestisti hanno superato quota 10.000 punti documentati nei campionati italiani. Il 6 dicembre 2018, in una sfida tra la sua Ludec Porcari e il BT 87 Pistoia valida per il campionato di Promozione, Mario Boni è diventato il primo cestista della storia a raggiungere quota 20.000 punti nei campionati italiani.

## Classifica
Di seguito i cestisti più prolifici nelle competizioni FIP.
I dati sono aggiornati al 10 agosto 2025.
| Pos. | Nome                 | Nazionalità | Anno | Punti  | Gare  | Media | Carriera  |
| ---- | -------------------- | ----------- | ---- | ------ | ----- | ----- | --------- |
| 1    | Mario Boni           | Italia      | 1963 | 20.314 | 939   | 21.6  | 1982-2020 |
| 2    | Giuseppe Frascolla   | Italia      | 1962 | 17.302 | 836   | 20.7  | 1979-2015 |
| 3    | Alessandro Rinolfi   | Italia      | 1964 | 16.767 | 850   | 19.7  | 1982-2012 |
| 4    | Giovanni Speranza    | Italia      | 1961 | 16.401 | 583   | 28.1  | 1976-2010 |
| 5    | Luigi Delli Carri    | Italia      | 1969 | 16.224 | 879   | 18.5  | 1987-2024 |
| 6    | Andrea Cempini       | Italia      | 1970 | 16.209 | 837   | 19.4  | 1989-2023 |
| 7    | Antonello Riva       | Italia      | 1962 | 15.335 | 845   | 18.1  | 1977-2015 |
| 8    | Oscar Schmidt        | Brasile     | 1958 | 13.957 | 403   | 34.6  | 1982-1993 |
| 9    | Maurizio Pedrazzini  | Italia      | 1970 | 13.944 | 1.053 | 13.2  | 1986-2025 |
| 10   | Rocco La Torre       | Italia      | 1961 | 13.454 | 593   | 22.7  | 1976-2007 |
| 11   | Alessandro Angeli    | Italia      | 1965 | 13.327 | 751   | 17.8  | 1982-2025 |
| 12   | Costanzo Ruocco      | Italia      | 1983 | 13.303 | 515   | 25.8  | 1999-2025 |
| 13   | Carlton Myers        | Italia      | 1971 | 13.272 | 691   | 19.2  | 1988-2012 |
| 14   | Simone Cervi         | Italia      | 1978 | 12.603 | 510   | 24.7  | 1996-2015 |
| 15   | Vincenzo Esposito    | Italia      | 1969 | 12.409 | 702   | 17.7  | 1984-2014 |
| 16   | Giacinto Spinaccio   | Italia      | 1973 | 12.345 | 742   | 16.6  | 1989-2025 |
| 17   | Njegos Visnjic       | Serbia      | 1979 | 12.148 | 563   | 21.6  | 2001-2022 |
| 18   | Claudio Capone       | Italia      | 1965 | 12.028 | 875   | 13.7  | 1980-2015 |
| 19   | Andrea Niccolai      | Italia      | 1968 | 11.978 | 764   | 15.7  | 1984-2010 |
| 20   | Gianluca De Ambrosi  | Italia      | 1971 | 11.919 | 697   | 17.1  | 1989-2015 |
| 21   | Mario Del Vicario    | Italia      | 1964 | 11.886 | 780   | 15.2  | 1980-2008 |
| 22   | Agostino Ruggiero    | Italia      | 1970 | 11.865 | 582   | 20.4  | 1988-2012 |
| 23   | Valerio Corvino      | Italia      | 1973 | 11.706 | 642   | 18.2  | 1990-2024 |
| 24   | Claudio Di Lorenzo   | Italia      | 1965 | 11.606 | 575   | 20.2  | 1982-2010 |
| 25   | Angelo De Leonardis  | Italia      | 1970 | 11.498 | 664   | 17.3  | 1991-2019 |
| 26   | Salvatore Brogna     | Italia      | 1964 | 11.194 | 471   | 23.8  | 1980-2010 |
| 27   | Roberto Premier      | Italia      | 1958 | 11.180 | 753   | 14.8  | 1978-2001 |
| 28   | Alessandro Fantozzi  | Italia      | 1961 | 11.125 | 677   | 16.4  | 1981-2006 |
| 29   | Claudio Bonaccorsi   | Italia      | 1966 | 10.974 | 788   | 13.9  | 1983-2008 |
| 30   | Angelo Antonucci     | Italia      | 1970 | 10.925 | 805   | 13.6  | 1987-2024 |
| 31   | Giovanni Coppo       | Italia      | 1966 | 10.833 | 717   | 15.1  | 1986-2015 |
| 32   | Antonio Giuffrida    | Italia      | 1974 | 10.712 | 589   | 18.2  | 1994-2022 |
| 33   | Claudio Malagoli     | Italia      | 1951 | 10.642 | 507   | 21.0  | 1969-1988 |
| 34   | Erio Albanese        | Italia      | 1961 | 10.599 | 572   | 18.5  | 1978-2000 |
| 35   | Walter Magnifico     | Italia      | 1961 | 10.462 | 863   | 12.1  | 1975-2004 |
| 36   | Donato Di Monte      | Italia      | 1968 | 10.304 | 616   | 16.7  | 1983-2013 |
| 37   | Corrado Fumagalli    | Italia      | 1966 | 10.277 | 769   | 13.4  | 1982-2015 |
| 38   | Domenico Castellitto | Italia      | 1967 | 10.268 | 651   | 15.8  | 1986-2010 |
| 39   | Renato Villalta      | Italia      | 1955 | 10.162 | 614   | 16.6  | 1971-1991 |
| 40   | Goran Bjelic         | Montenegro  | 1983 | 10.123 | 533   | 19.0  | 2004-2025 |
| 41   | Patrick Nanut        | Italia      | 1978 | 10.102 | 691   | 14.6  | 1995-2022 |